# 天正の陣
天正の陣（てんしょうのじん）は、1585年（天正13年）に全国統一を目指す羽柴秀吉（豊臣秀吉）の命を受けた毛利氏の小早川隆景率いる軍勢が伊予国新居郡（現在の愛媛県新居浜市）に上陸し、金子城城主金子備後守元宅率いる地元勢力との戦い。「天正の陣」の呼称は伊予側からのものであり、それぞれに金子城の戦い、高尾城の戦いなどとも称する。秀吉による四国攻め（四国平定戦）の一連の戦いのなかのひとつ。

## 概略

### 丸山城の戦い
「天正の陣」の前哨戦にあたり、丸山城城主黒川広隆は戦わずに降伏し、金子城・高尾城攻めに嚮導役として参加した。

### 金子城の戦い
1585年7月、毛利輝元は一族の小早川隆景らを四国討伐に向かわせる。総勢3万余の大軍が瀬戸内海を渡り新居郡内の御代島・沢津（現新居浜市）の二手に分かれて上陸し現地の城塞を落として進軍、金子備後守元宅率いる新居の金子城を目指した。
金子城には周辺の城から兵が集結。その総数は2千に過ぎず、戦況不利は明らかであったが、金子元宅は戦いを決意する。（かねてより伊予守護の河野氏を通じて毛利氏と友好関係を築こうとしていた金子氏には、この際に降伏し毛利の軍門に降る選択肢もあったが、土佐の長宗我部元親との徹底抗戦を決意。配下の兵もこれに従った。）
元宅は金子城を弟の金子元春に託して全軍指揮のために守護代の石川氏の高峠城に入り、兵を氷見（現西条市）の高尾城に集めて軍勢を整えた。
金子城では毛利軍による総攻撃が始まった。これに対し、金子軍の抵抗も激しく、近隣の主だった神社仏閣も焼き討ちに遭うなどして、一帯は戦場と化した。最終的には金子城は落城した。

### 高尾城の戦い
金子城を落とした毛利軍は休む間もなく、高尾城に向けて進軍。7月12日、要所に陣取った毛利軍は攻撃を開始した。城内の兵も立ち向かい、双方に多数の戦死者を出した。7月17日、金子元宅は自ら城に火を放ち、城外の野々市原に600余の兵と討って出た。長宗我部軍の援軍200を含めた総勢800余の金子軍と総勢15000以上とも言われる毛利軍（羽柴・小早川）による最終決戦が行われ、毛利軍の勝利で戦闘は終了した。（金子元宅は戦死。金子軍は降伏する事はなく、最期13人になるまで戦ったとされている。）
小早川隆景は金子方の軍勢を弔うため、野々市原に千人塚を建て弔ったとされる。
この戦で伊予における最大拠点を失った長宗我部氏は、その後伊予各地で敗戦し、毛利軍に屈することとなる。

### 一宮神社再建
新居浜市の一宮神社は天正の陣の際、毛利軍と小早川軍の兵火により全焼となるが、その後、毛利家には不幸事が相次ぎ、「嵯峨天皇や上仙菩薩の祟りがおりた」と恐怖に見舞われとされ、元和6年（1620年）、僅か30年余りで毛利家は一宮神社を再建させた。 （天正の陣において毛利軍と小早川軍は新居郡内の寺院の多くを焼討ちにしている。この中には嵯峨天皇の勅願寺である大生院の石鉄山正法寺も含まれている。）